# 柯慶明
柯慶明（1946年3月12日—2019年4月1日），前國立臺灣大學中國文學系所和台灣文學研究所教授，專業是中國文學和台灣文學。
慶明的父親柯源卿戰時在日本東京帝國大學學醫，後來對台灣的公共衛生很有貢獻；母親李阿滿也是從台灣到日本留學的，曾用日文寫作。慶明是他們四個孩子中的老大，在東京出生，未滿周歲便隨父母回台。
妻子張淑香。
國立台灣大學中國文學系本科肄業，師承臺靜農、屈萬里、洪炎秋等先生。1969年留校任助教，輔助時任中文系主任屈萬里先生，同時跟齊邦媛女士學英文。亦曾到美國哈佛大學和日本京都大學研究漢學。1973年升講師，1978年升副教授，1983年升正教授。
2004年在台大成立台灣文學研究所並任職該所教授，2005年到2008年間擔任所長。曾主持國立臺灣大學出版中心。
2019年4月1日，在家中因跌倒而過世。同日晚間6點35分，學者衣若芬在臉書公開發文發布了這則消息。晚間7點21分，國立臺灣大學中國文學系在其官網上證實了這項消息。

## 著作

### 論述
- 《文學美綜論》（台北：長安出版社，1983）
- 《境界的再生》（台北：幼獅文化，1996）
- 《中國文學的美感》（台北：麥田出版社，2000）
- 《現代中國文學批評述論》（台北：大安出版社，2005）
- 《臺灣現代文學的視野》（台北：麥田出版社，2006）

### 散文
- 《昔往的輝光》（台北：爾雅出版社，1999）
- 《2009／柯慶明：生活與書寫》（台北：爾雅出版社，2010）

## 外部連結
- 2007台灣作家作品目錄 （页面存档备份，存于）
- 國立臺灣大學中國文學系